# 1988年のMLBドラフト
1988年のMLBドラフト（1988 First-Year Player Draft）とは、1988年6月に行われたMLBのアマチュアドラフトである。

## 1巡目指名
|  | = オールスターゲーム選出 |

| 順位 | 選手                        | チーム                         | 守備位置 | 学校                                    |
| ---- | --------------------------- | ------------------------------ | -------- | --------------------------------------- |
| 1    | アンディ・ベネス            | サンディエゴ・パドレス         | 投手     | エバンズビル大学                        |
| 2    | マーク・ルイス              | クリーブランド・インディアンス | 遊撃手   | Hamilton High School                    |
| 3    | スティーブ・エイベリー      | アトランタ・ブレーブス         | 投手     | John F. Kennedy High School             |
| 4    | グレッグ・オルソン          | ボルチモア・オリオールズ       | 投手     | オーバーン大学                          |
| 5    | ビル・ベネ                  | ロサンゼルス・ドジャース       | 投手     | カリフォルニア州立大学ロサンゼルス校    |
| 6    | モンティ・ファリス          | テキサス・レンジャーズ         | 遊撃手   | オクラホマ州立大学                      |
| 7    | ウィリー・アンズリー        | ヒューストン・アストロズ       | 外野手   | Plainview High School                   |
| 8    | ジム・アボット              | カリフォルニア・エンゼルス     | 投手     | ミシガン大学                            |
| 9    | タイ・グリフィン            | シカゴ・カブス                 | 二塁手   | ジョージア工科大学                      |
| 10   | ロビン・ベンチュラ          | シカゴ・ホワイトソックス       | 三塁手   | オクラホマ州立大学                      |
| 11   | パット・コームズ            | フィラデルフィア・フィリーズ   | 投手     | ベイラー大学                            |
| 12   | トム・フィッシャー          | ボストン・レッドソックス       | 投手     | ウィスコンシン大学マディソン校          |
| 13   | オースティン・マナハン      | ピッツバーグ・パイレーツ       | 遊撃手   | Horizon High School Scottsdale, Arizona |
| 14   | ティノ・マルティネス        | シアトル・マリナーズ           | 一塁手   | タンパ大学                              |
| 15   | ロイス・クレイトン          | サンフランシスコ・ジャイアンツ | 遊撃手   | St. Bernard High School                 |
| 16   | スタン・ロイアー            | オークランド・アスレチックス   | 捕手     | イースタンイリノイ大学                  |
| 17   | チャールズ・ナギー          | クリーブランド・インディアンス | 投手     | コネティカット大学                      |
| 18   | ヒュー・ウォーカー          | カンザスシティ・ロイヤルズ     | 外野手   | Jacksonville High School                |
| 19   | デーブ・ウェインハウス      | モントリオール・エクスポズ     | 投手     | ワシントン州立大学                      |
| 20   | ジョニー・アード            | ミネソタ・ツインズ             | 投手     | マナティ短期大学                        |
| 21   | デーブ・プロクター          | ニューヨーク・メッツ           | 投手     | アレンカントリー短期大学                |
| 22   | ジョン・エリックス          | セントルイス・カージナルス     | 投手     | イリノイ大学                            |
| 23   | ブラッド・デュバル          | セントルイス・カージナルス     | 投手     | バージニア工科大学                      |
| 24   | アレックス・フェルナンデス* | ミルウォーキー・ブルワーズ     | 投手     | Pace High School                        |
| 25   | エド・スプレイグ            | トロント・ブルージェイズ       | 三塁手   | スタンフォード大学                      |
| 26   | リコ・ブローニャ            | デトロイト・タイガース         | 一塁手   | Watertown High School                   |

*未契約

## 1巡目補足指名
| 順位 | 選手                    | チーム                         | 守備位置 | 学校                 |
| ---- | ----------------------- | ------------------------------ | -------- | -------------------- |
| 27   | ジェフ・ミュティス      | クリーブランド・インディアンス | 投手     | ラファイエット大学   |
| 28   | リッキー・グティエレス* | ボルチモア・オリオールズ       | 遊撃手   | American High School |
| 29   | テッド・ウッド          | サンフランシスコ・ジャイアンツ | 外野手   | ニューオーリンズ大学 |
| 30   | ブライアン・ジョーダン  | セントルイス・カージナルス     | 外野手   | リッチモンド大学     |

*未契約